# Совет департамента Сен-Сен-Дени
Совет департамента Сен-Сен-Дени (фр. Conseil départemental de la Seine-Saint-Denis) — совещательное собрание департамента Сен-Сен-Дени французского региона Иль-де-Франс, в состав которого входят 42 советника, которые избираются на шесть лет, из 21 кантона (по одному мужчине и одной женщине от каждого кантона). Штаб-квартира Совета находится в городе Бобиньи — столице департамента Сен-Сен-Дени. Председатель Совета департамента — представитель Социалистической партии Стефан Труссель.